# Tren – Ofiarom Hiroszimy
Tren – Ofiarom Hiroszimy – utwór muzyczny autorstwa Krzysztofa Pendereckiego, który skomponował w 1960 roku.

## Nazwa
Początkowo utwór nosił tytuł  8’37’’ i był on związany z czasem jego trwania. W 1961 roku dyrektor muzyczny Polskiego Radia, Roman Jasiński, zwrócił uwagę na tytuł. Wtedy zmieniono go na Tren – Ofiarom Hiroszimy. Tytułu nie należy rozumieć dosłownie. Nie ilustruje on tragedii Hiroszimy, lecz jest dedykowany tym, którzy w 1945 roku zginęli w Hiroszimie.

## Historia
W 1959 roku podczas II Konkursu Młodych Kompozytorów organizowanego przez Związek Kompozytorów Polskich jurorzy nagrodzili trzema najważniejszymi nagrodami utwór młodego kompozytora Krzysztofa Pendereckiego. Główną nagrodą w konkursie był wyjazd na dwumiesięczne stypendium do Włoch. Tam powstał utwór, ukończony po powrocie do kraju, któremu kompozytor nadał tytuł  8’37’'. Był on przeznaczony na 52 instrumenty smyczkowe (24 skrzypce, 10 altówek, 10 wiolonczel i 8 kontrabasów). Penderecki wprowadził do utworu nowe artykulacje, takie jak gra na strunniku, na podstawku, na strunach za podstawkiem, uderzanie żabką smyczka lub palcem w górną płytę instrumentu, wibrowanie szybkie i wolne.
Utwór, który został wysłany w 1960 roku na Konkurs Kompozytorski im. Grzegorza Fitelberga, otrzymał tam III nagrodę.  Następnie dokonano jego nagrania przez Wielką Orkiestrę Symfoniczną Polskiego Radia w Katowicach pod batutą J. Krenza i wysłano w 1961 roku do Paryża na sesję Międzynarodowej Trybuny Kompozytorów UNESCO. Utwór zajął tam IV miejsce. W wielu krajach muzycy orkiestrowi nie chcieli wykonywać utworu, ponieważ obawiali się, że np. uderzanie żabką smyczka w dekę instrumentu może zniszczyć lakier na instrumencie.

## Wykorzystanie utworu
- W 1965 roku powstał film dokumentalny Ludwika Perskiego pt. Portret dyrygenta, pokazujący próbę Trenu – Ofiarom Hiroszimy w wykonaniu Orkiestry Filharmonii Narodowej pod batutą Witolda Rowickiego[3].
- W 1969 roku Marian Ussorowski stworzył poetycką etiudę dokumentalną Tren[4].
- Utwór został wykorzystany m.in. w filmach Lśnienie Kubricka, Inland Empire Lyncha, Egzorcysta Friedkina[5] i trzecim sezonie serialu Miasteczko Twin Peaks z roku 2017[6].

## Nagrody
- 1960: III nagroda w konkursie kompozytorskim im. Grzegorza Fitelberga
- 1962: nagroda Międzynarodowej Trybuny Kompozytorów UNESCO w Paryżu[7]